# 中國大獎賽
中国大奖赛是世界一级方程式锦标赛中的一场比赛，每年在上海国际赛车场举行。首場中國大獎賽於2004年9月26日舉行，此赛事已经举办了18届，最近一次举办是在2025年。另外，2019年中国大奖赛也是一级方程式赛车自1950年开办以来的第1000场分站比赛。
比賽的賽道上海國際賽車場共耗資2.4億美元興建，是所有F1賽道中成本第二高的。为了举办该赛事，上海市政府每年要向国际汽联支付3000万美元，而相对的，巴林赛道只需1800万美元，马来西亚雪邦赛道1500万美元，日本铃鹿赛道950万美元，而欧美地区都约为1000万美元。位於上海市的中國站特色為整條賽道是「上」字形。
中國大獎賽亦為一級方程式賽車歷史上，第二個在社會主義國家舉辦的大獎賽賽事（第一個為1989年前匈牙利人民共和國所舉辦的匈牙利大獎賽），目前在中华人民共和国境内还未有第二条专用赛道能够替代位于嘉定的上海国际赛车场承办F1中国大奖赛赛事。

## 賽事名稱
- 中國石化中國大獎賽（Sinopec Chinese Grand Prix）2004–2008
- 中國大獎賽（Chinese Grand Prix）2009–2010、2015
- 瑞銀中國大獎賽（UBS Chinese Grand Prix）2011–2014
- 倍耐力中國大獎賽（Pirelli Chinese Grand Prix）2016
- 中國大獎賽（Heineken Chinese Grand Prix）2017–2019、2025
- 聯想中國大獎賽（Lenovo Chinese Grand Prix）2024

## 特殊年份事件
- 2004年：首次举办
- 2006年：迈克尔舒马赫的最后一个分站冠军
- 2019年：F1历史第1000场比赛[4]
- 2020年：因COVID-19疫情，原定4月19日举行的2020年F1中国大奖赛将推迟举行[5]，最终取消。此后2021年至2023年也没有举行。
- 2024年：復辦，同时迎来F1中国站二十周年，并首次引入冲刺赛。中国第一位F1正式车手周冠宇以第14名完成主场首秀。[6]

## 冠軍

### 多次奪冠車手
| 次數 | 車手            | 年度                               |
| ---- | --------------- | ---------------------------------- |
| 6    | 路易斯·漢米爾頓 | 2008、2011、2014、2015、2017、2019 |
| 2    | 費爾南多·阿隆索 | 2005、2013                         |
| 2    | 尼可·羅斯堡     | 2012、2016                         |

### 多次奪冠車隊
| 次數 | 車隊     | 年度                               |
| ---- | -------- | ---------------------------------- |
| 6    | 梅賽德斯 | 2012、2014、2015、2016、2017、2019 |
| 4    | 麥拉倫   | 2008、2010、2011、2025             |
| 4    | 法拉利   | 2004、2006、2007、2013             |
| 3    | 紅牛     | 2009、2018、2024                   |

### 歷屆冠軍
| 年份        | 车手              | 车队              | 赛道         | 报告 |
| ----------- | ----------------- | ----------------- | ------------ | ---- |
| 2025        | 奥斯卡·皮亚斯特里 | 麥拉倫–梅賽德斯   | 上海國際赛道 | 报告 |
| 2024        | 馬克斯·維斯塔潘   | 紅牛–本田紅牛動力 | 上海國際赛道 | 报告 |
| 2023 – 2020 | 停辦              | 停辦              | 停辦         | 停辦 |
| 2019        | 路易斯·漢米爾頓   | 梅賽德斯          | 上海國際赛道 | 报告 |
| 2018        | 丹尼爾·里卡多     | 紅牛–豪雅         | 上海國際赛道 | 报告 |
| 2017        | 路易斯·汉密尔顿   | 梅賽德斯          | 上海國際赛道 | 报告 |
| 2016        | 尼可·羅斯堡       | 梅賽德斯          | 上海國際赛道 | 报告 |
| 2015        | 路易斯·漢米爾頓   | 梅賽德斯          | 上海國際赛道 | 报告 |
| 2014        | 路易斯·漢米爾頓   | 梅賽德斯          | 上海國際赛道 | 报告 |
| 2013        | 费尔南多·阿隆索   | 法拉利            | 上海國際赛道 | 报告 |
| 2012        | 尼可·羅斯堡       | 梅賽德斯          | 上海國際赛道 | 报告 |
| 2011        | 路易斯·漢米爾頓   | 麥拉倫–梅賽德斯   | 上海國際赛道 | 报告 |
| 2010        | 简森·巴顿         | 麥拉倫–梅賽德斯   | 上海國際赛道 | 报告 |
| 2009        | 賽巴斯蒂安·維特爾 | 红牛–雷諾         | 上海國際赛道 | 报告 |
| 2008        | 路易斯·漢米爾頓   | 麥拉倫–梅賽德斯   | 上海國際赛道 | 报告 |
| 2007        | 奇米·雷克南       | 法拉利            | 上海國際赛道 | 报告 |
| 2006        | 麥可·舒馬克       | 法拉利            | 上海國際赛道 | 报告 |
| 2005        | 费尔南多·阿隆索   | 雷诺              | 上海國際赛道 | 报告 |
| 2004        | 鲁宾斯·巴里切罗   | 法拉利            | 上海國際赛道 | 报告 |